# Vittorio Longo
Vittorio Longo (* 12. Juni 1901 in Neapel, Italien; † 7. November 1974) war ein italienischer Geistlicher und römisch-katholischer Weihbischof in Neapel.

## Leben
Vittorio Longo empfing am 11. Juni 1927 das Sakrament der Priesterweihe. 
Am 23. Januar 1956 ernannte ihn Papst Pius XII. zum Titularbischof von Loryma und zum Weihbischof in Neapel. Der Erzbischof von Neapel, Marcello Kardinal Mimmi, spendete ihm am 22. April desselben Jahres die Bischofsweihe; Mitkonsekratoren waren der Koadjutorerzbischof von Neapel, Alfonso Castaldo, und der Bischof von Ruvo und Bitonto, Aurelio Marena.
Longo nahm an allen vier Sitzungsperioden des Zweiten Vatikanischen Konzils teil.